# Palacio Municipal de Deportes de Granada
O Palacio Municipal de Deportes de Granada (Palácio Municipal de Desportos) é uma arena multiusos localizada em Granada, Espanha. Inaugurada em 1991, a arena comporta 9 000 espectadores usada primordialmente para o basquete onde o Club Baloncesto Granada manda seus jogos. A arena foi sede do Campeonato Europeu de Futsal em 1999 e o Eurobasket de 2007.
Durante o Campeonato Mundial de Basquetebol Masculino de 2014, a arena foi sede da Seleção Espanhola em sua participação da fase de grupos.